# Riverside (Kalifornia)
Riverside – miasto w Stanach Zjednoczonych, w Kalifornii, nad rzeką Santa Ana, której Riverside zawdzięcza swą nazwę. Miasto znajduje się 70 km na wschód od Los Angeles. Siedziba władz hrabstwa Riverside. Według spisu ludności przeprowadzonego przez United States Census Bureau w roku 2010, w Riverside mieszka 303 871 mieszkańców. Należy do wielkiego obszaru metropolitalnego miasta Los Angeles mającego około 17,5 mln mieszkańców (2005).
W mieście rozwinął się przemysł spożywczy, lotniczy, maszynowy oraz materiałów budowlanych.

## Historia
Osada powstała na początku roku 1870 nad rzeką, dzięki której w tym miejscu od 1871 r. zaczęto sadzić gaje pomarańczowe. Wokół cytrusów szybko zaczął tworzyć się przemysł przetwórczy, który przyspieszył rozwój miasta.
Druga gorączka złota w Kalifornii przyniosła miastu rynek zbytu na owoce. Liczni przybysze, którym nie powiodło się na polach złotonośnych, zostawali w Riverside pracownikami rolnymi, przysparzając miastu i okolicom mieszkańców. Te okoliczności sprawiły, że osada weszła od początku na drogę stabilnego rozwoju, a w konsekwencji osiągnęła tak liczną populację.

## Wyższe uczelnie
- Uniwersytet Kalifornijski w Riverside

## Miasta partnerskie
- Cuautla, Meksyk
- Ensenada, Meksyk
- Hajdarabad, Indie
- Jiangmen, Chińska Republika Ludowa
- Gangnam-gu, Korea Południowa
- Sendai, Japonia
- Obuasi, Ghana
- Alpignano, Włochy